# Klášter Serra do Pilar
Klášter Serra do Pilar (portugalsky Mosteiro da Serra do Pilar) je bývalý klášter v městě Vila Nova de Gaia v Portugalsku, na opačném břehu řeky Douro proti městu Porto. Klášter se nachází na výběžku s výhledem na most Ludvíka I. a historické centrum Porta. Společně s těmito lokalitami byl v roce 1996 zapsán na seznam světového dědictví UNESCO. Klášter je pozoruhodný svým kostelem a křížovou chodbou, které mají oba kruhový půdorys.

## Historie

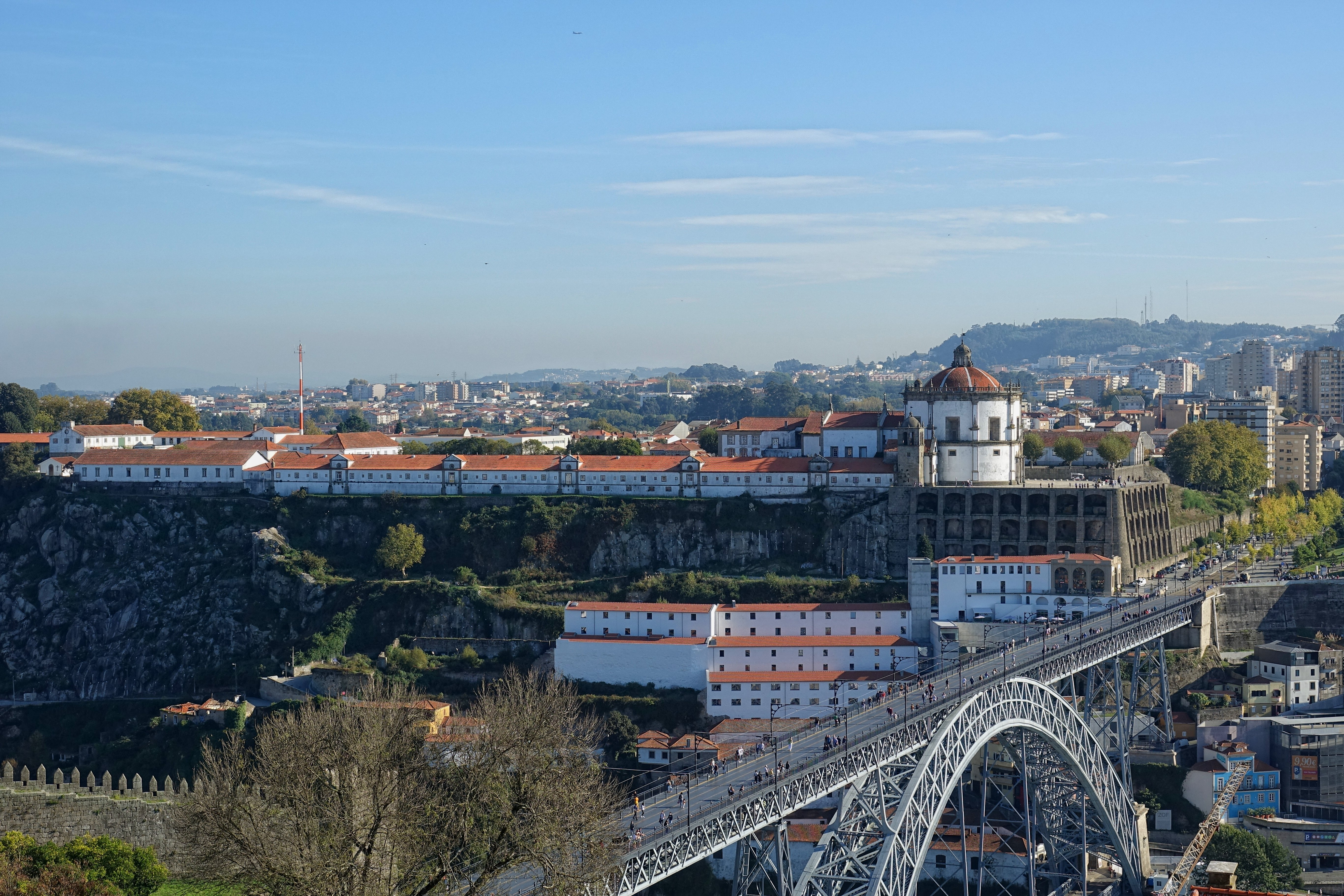
Pohled na bývalý klášter z Porta

Výstavba prvního kláštera na tomto místě začala v roce 1538 řádem svatého Augustina. Iniciativa se datuje do roku 1527, kdy Jan III. nařídil vybudovat větší mnišskou rezidenci pro mnichy z kláštera Grijó, který byl ve špatném stavu.
První klášter byl dokončen v roce 1564 a křížová chodba v roce 1583. Brzy se však stavba ukázala jako příliš malá pro počet přítomných mnichů. V roce 1597 začala stavba nového kostela a klášter byl během následujících desetiletí po etapách pomalu přestavován. Nový kostel na kruhovém půdorysu byl vysvěcen 17. července 1672 a závěrečné části kláštera byly dokončeny do konce 17. století.

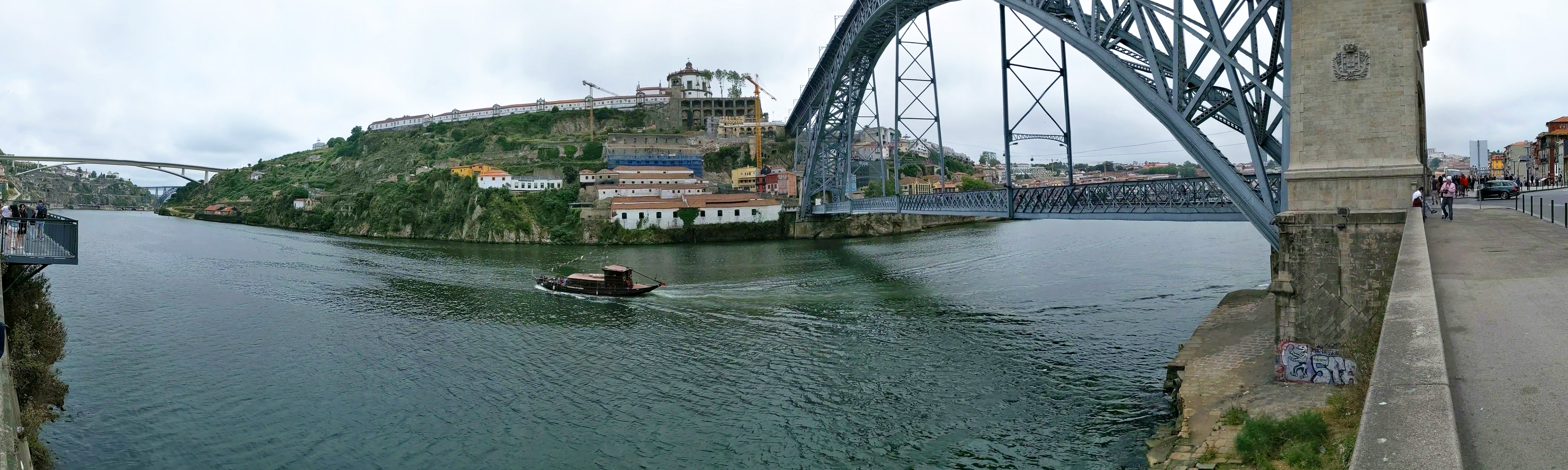
Pohled na klášter od Mostu Ludvíka I.

Vojenský význam Serra do Pilar se poprvé projevil během napoleonských válek, kdy jej generál Arthur Wellesley využil k překvapivému útoku na Francouze přes řeku Douro a ke znovudobytí Porta. Prominentní poloha kláštera z něj učinila jedinou liberální baštu na jižní straně Doura během obléhání Porta. V roce 1910 byl areál prohlášen za národní památku Portugalska. Rekonstrukce částí kláštera poničených válkami začala v roce 1927. V roce 1947 byla část klášterních objektů přeměněna na kasárna, která zde zůstávají dodnes. Od konce 20. století je část kláštera otevřená veřejnosti a v kostele se slouží pravidellné mše.

## Architektura
Unikátní projekt kláštera Serra do Pilar je ovlivněn prvky renesanční a manýristické architektury. Kostel i křížová chodba mají kruhové půdorysy se stejnými průměry. Kostel na západě a křížovou chodbu na východě odděluje obdélníkový chór a kaple. V severním křídle kláštera jsou zvonice a dormitáře, v jižním křídle sakristie a refektář.
36 metrů vysoký kostel je nejviditelnější stavbou kláštera, dominuje panoramatu města na jižní straně Doura a tyčí se nad 20 metrů vysokou zvonicí. Kostel Serra do Pilar patří do skupiny kruhových kostelů v západní Evropě.

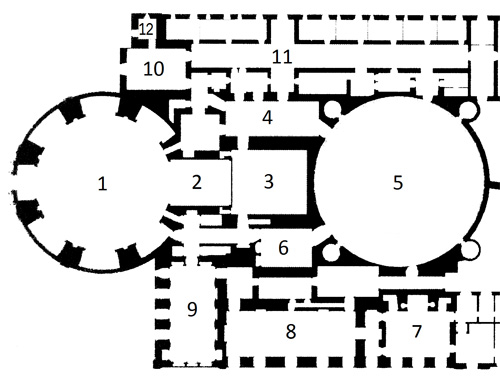
Půdorys objektu s kruhovým kostelem (1) a ambitem (5)
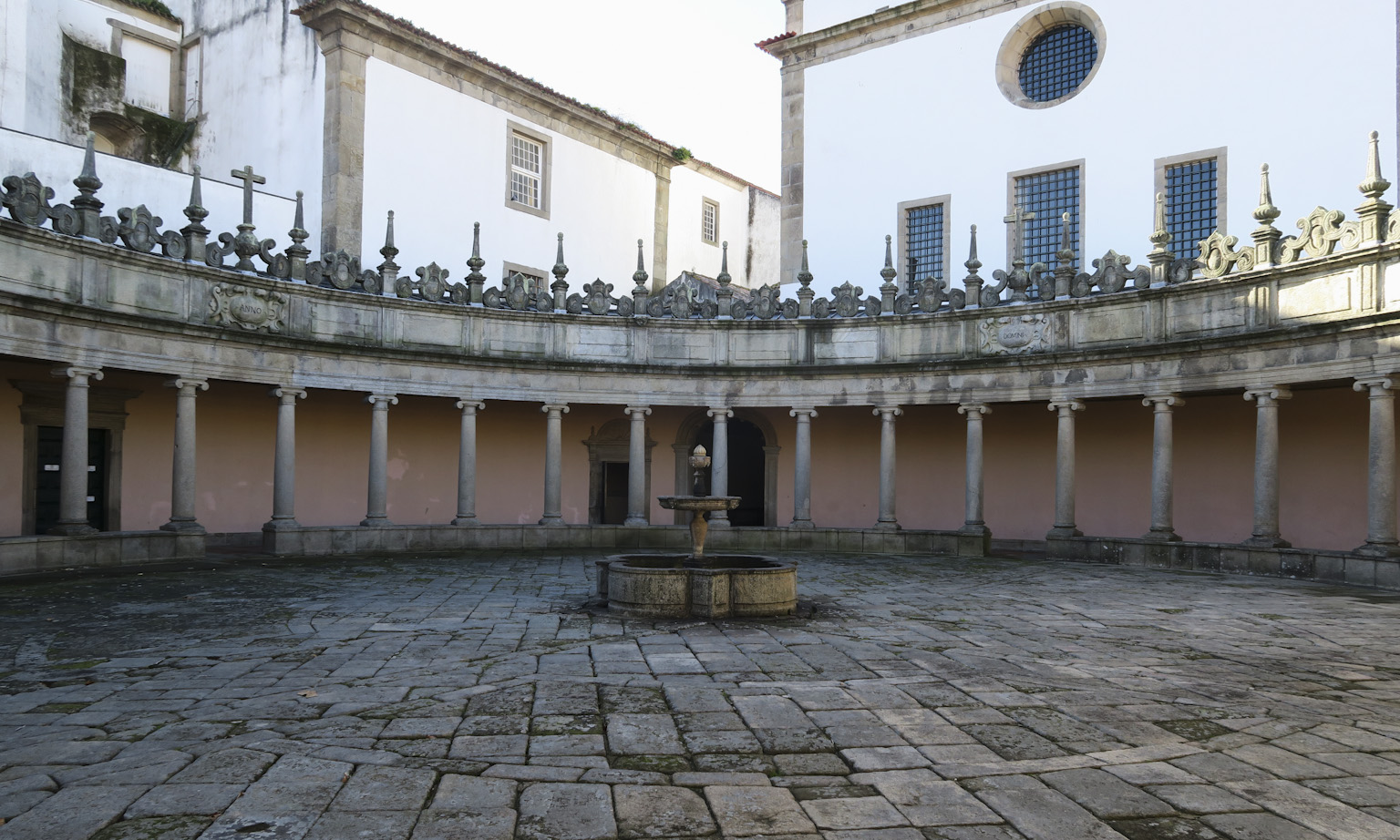
Ambit (křížová chodba)
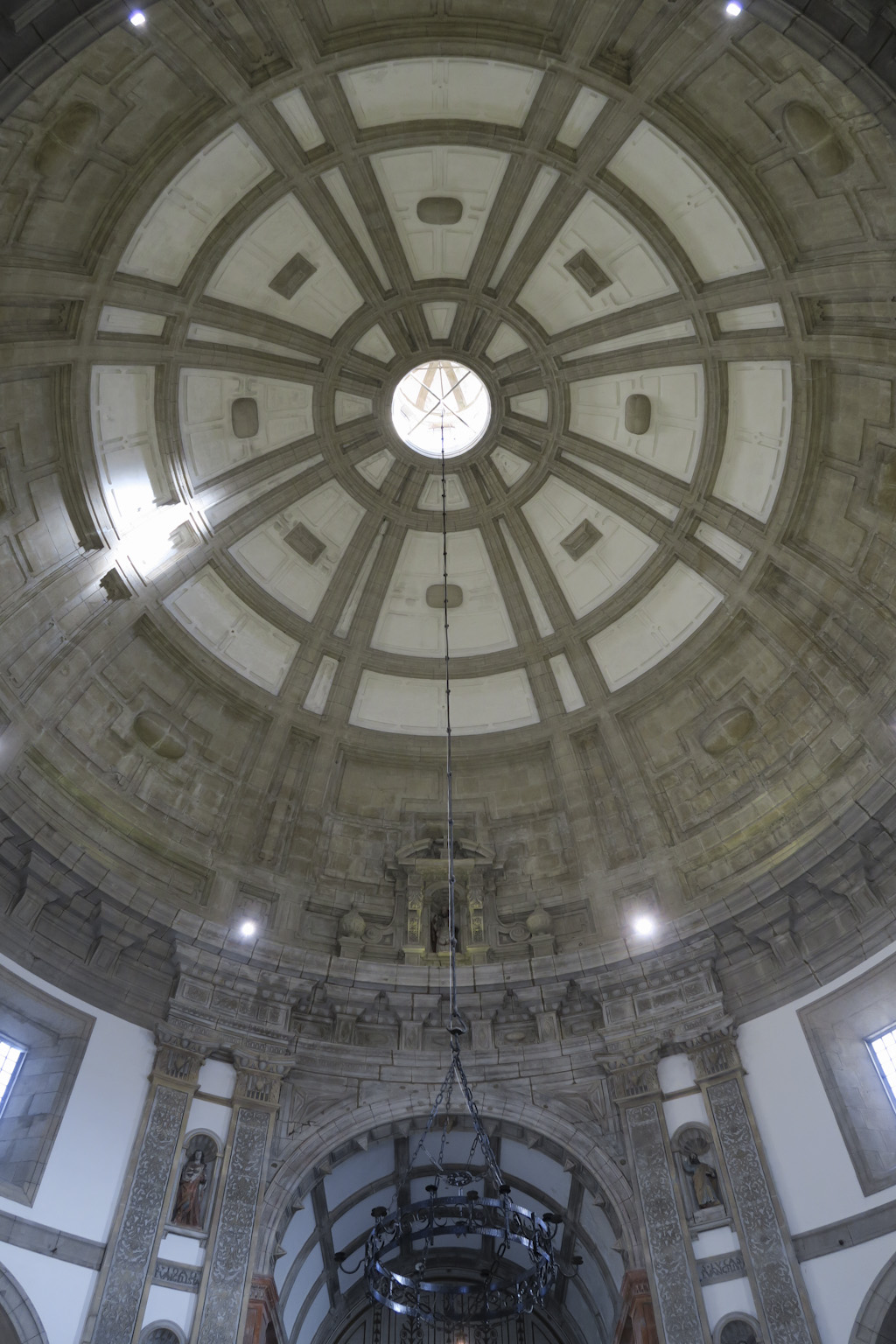
Kopule kostela
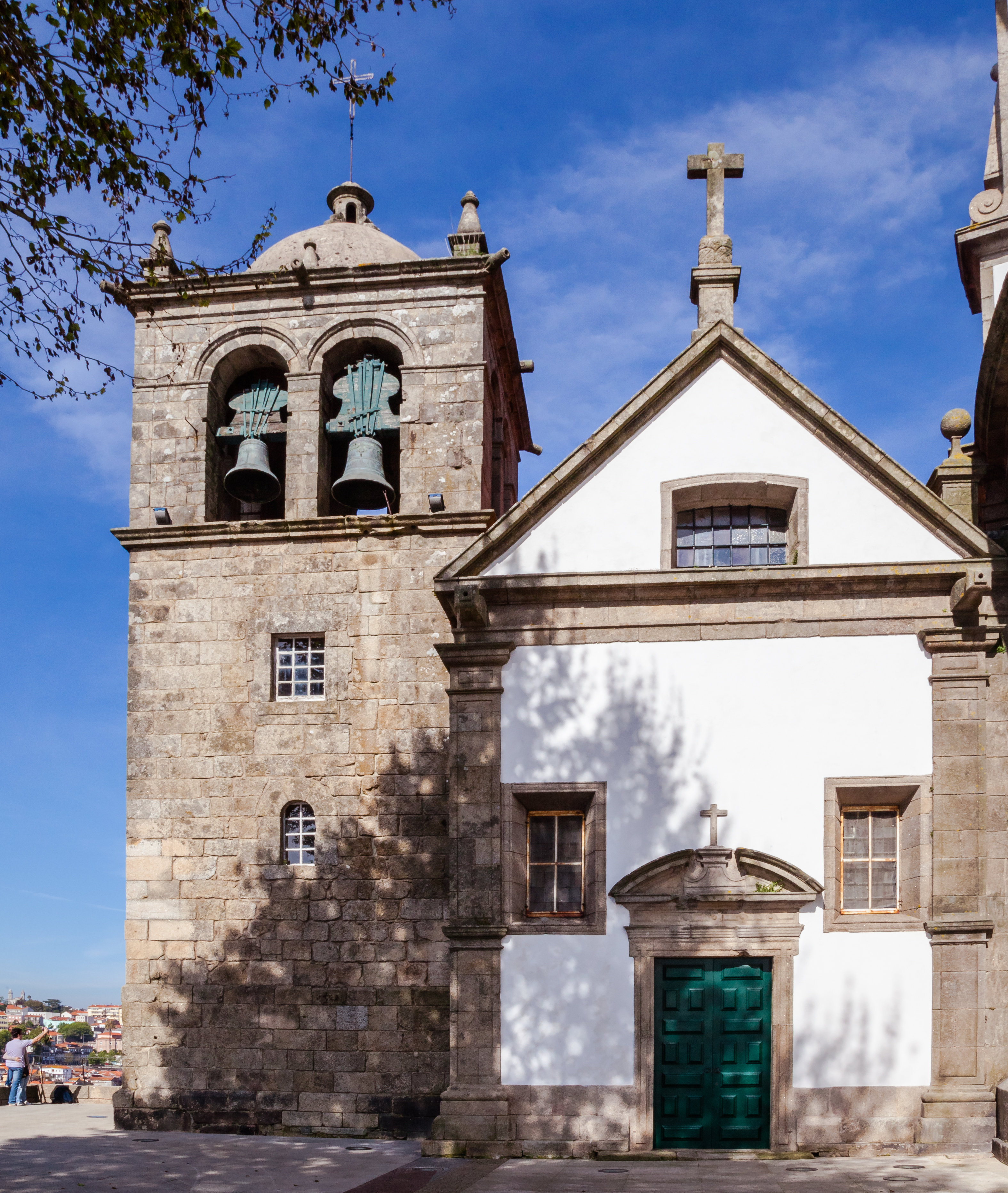
Zvonice a hlavní vchod
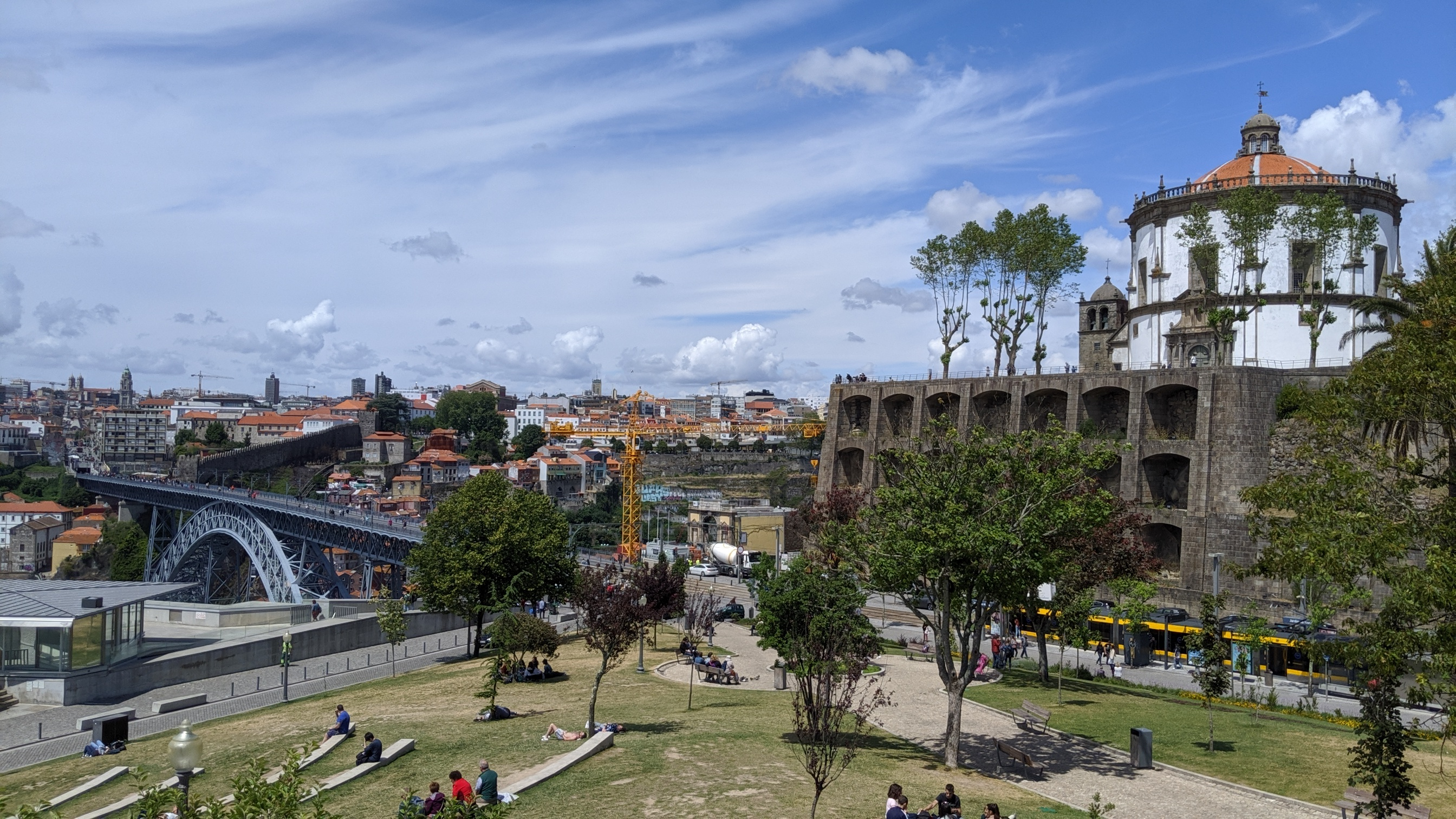
Pohled z Jardim do Morro
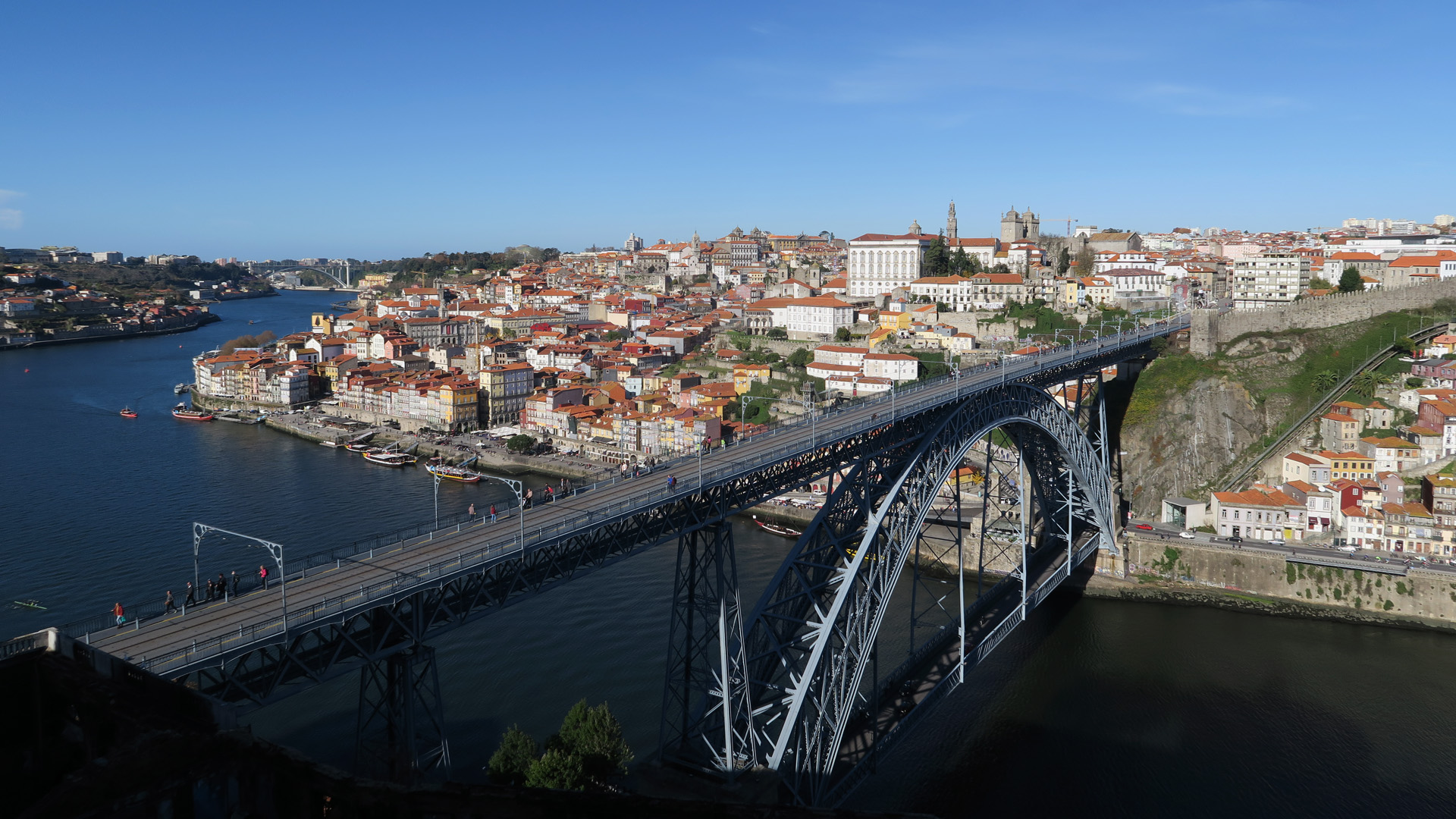
Porto viděné od kláštera